# آق‌دام‌کند
آق‌دام‌کند (ترکی آذربایجانی: Ağdamkənd) یک منطقهٔ مسکونی در جمهوری آرتساخ است که در استان آسکران واقع شده‌است.